# Fernand Merlin
Fernand Merlin est un homme politique français né le 12 février 1868 à Saint-Just-la-Pendue (Loire) et mort le 30 décembre 1937 à Paris.

## Biographie
Médecin, Fernand Merlin s'installe à Saint-Étienne où il exerce jusqu'en 1914. Il écrit beaucoup d'articles de presse sur les questions médicales. Conseiller municipal de Saint-Just-la-Pendue en 1891, puis maire de la commune, il est conseiller général en 1904 et devient président du conseil général en 1931.
Député de la Loire de 1914 à 1919, sénateur de la Loire de 1920 à 1937, il siège au groupe de la Gauche démocratique. Il s'occupe beaucoup de questions de santé et devient président de la commission de l'hygiène à la fin de sa carrière. Il intervient également beaucoup sur les questions budgétaires.

## Hommages
Une rue et un hôpital de sa commune natale portent son nom.
Une rue de Saint-Etienne lui rend également hommage.

## Sources
- « Fernand Merlin », dans le Dictionnaire des parlementaires français (1889-1940), sous la direction de Jean Jolly, PUF, 1960 [détail de l’édition]
- « Fernand Merlin », sur leonore.archives-nationales.culture.gouv.fr
- « Fernand Merlin », sur noms.rues.st.etienne.free.fr (consulté le 14 septembre 2023)
- « Fernand Merlin, fidèle à sa commune », sur le-pays.fr (consulté le 14 septembre 2023)
- « Fernand Merlin, personnalité marquante du village », sur le-pays.fr (consulté le 14 septembre 2023)